# Violet Parr
Violet "Vi" Parr is een fictieve superheldin uit de Disney- en Pixarfilm The Incredibles. Ze is de dochter van Mr. Incredible en Elastigirl. Haar superkrachten zijn gelijk aan die van de Invisible Woman, een van de leden van de Fantastic Four.
Naast de film deed ze ook mee in enkele videospellen en strips. Haar stem in de twee films werd gedaan door Sarah Vowell. De Nederlandse stem was voorheen Merel Burmeister maar sinds Incredibles 2 is dit Eva Kolsteren.

## Film
Violet werd geïntroduceerd in de film tijdens de eerste scène die zich 15 jaar na de rechtszaken tegen superhelden afspeelt. Daar ze is geboren en opgegroeid tijdens haar ouders gedwongen pensioen, heeft ze op dit punt in de film nog nooit haar krachten gebruikt voor heldendaden.
In het begin is ze een onzekere en verlegen tiener, die zich het liefst verborgen houdt. Ze is verliefd op Tony Rydinger, een klasgenoot van haar, maar durft hem niet onder ogen te komen. Ze maakt zich altijd onzichtbaar als hij haar kant opkijkt.
In het begin kan Violet alleen haar lichaam onzichtbaar maken. Haar kleding blijft gewoon zichtbaar. Later in de film maakt Edna Mode voor haar een speciaal kostuum dat samen met haar onzichtbaar wordt. Zij en haar broer Dash gaan als verstekelingen mee met hun moeders jet wanneer zij naar Syndrome’s eiland vertrekt om Mr. Incredible te helpen. Wanneer Syndrome het vliegtuig aanvalt, is Violet te nerveus en onzeker om een krachtveld rond het hele vliegtuig te leggen. Dankzij Helen weet het drietal de crash te overleven en het eiland te bereiken.
Die nacht brengen Dash en Violet de nacht door in de jungle van het eiland terwijl Helen Bob opspoort. Wanneer ze de volgende dag worden ontdekt door Syndrome’s helpers lukt het Violet eindelijk om een succesvol krachtveld op te roepen rond haarzelf en Dash (in het videospel de IncrediBall genoemd).
Nadat de hele familie wordt gevangen door Syndrome, kan Violet ontsnappen door met haar krachtveld het energieveld van haar boeien te doorbreken.
In de climax van de film beschermt ze met haar krachtveld haar familie zodra Syndrome’s jet neerstort in hun achtertuin.
Na dit alles wordt Violet een stuk zelfverzekerder. Ze verandert haar haarstijl en durft eindelijk Tony mee uit te vragen.

## Gebeurtenissen na de film
In het videospel Rise of The Underminer krijgt Violet net als Helen, Dash en Jack-Jack de opdracht om Metroville te ontruimen. Ze is derhalve geen bespeelbaar personage in het spel.
In de korte strip The Incredibles in Holiday Heroes gebruikt Violet haar krachten om Jack-Jack te beschermen tijdens een vulkaanuitbarsting.
In de Disney on Ice show A Magic Kingdom Adventure vecht ze met haar familie tegen een robotdubbelganger van Syndrome.

## Persoonlijkheid
Violet’s karakterontwikkeling is een belangrijk plotelement in de film, ondanks dat Violet zelf niet in echt veel scènes meedoet. In het begin is ze duidelijk verlegen en onzeker van zichzelf. Maar alle ervaringen met Syndrome en de Omnidroid maken haar een stuk zelfverzekerder, en trots op wie ze is.
Violets persoonlijkheid botst vaak met die van Dash.

## Krachten
Violet kan zichzelf onzichtbaar maken voor het blote oog, zowel geheel als enkel een lichaamsdeel. Meestal blijven voorwerpen die ze aanraakt (en dus ook haar kleding) wel zichtbaar, maar haar kostuum is hierop aangepast.
Verder kan ze krachtvelden oproepen. Vaak maakt ze een bol om zichzelf en anderen heen. Deze krachtvelden lijken in elk geval voor Violet de zwaartekracht op te heffen, daar ze erin kan zweven. Ook kan ze met deze krachtvelden zware voorwerpen verplaatsen.
Violets krachtvelden zijn ook haar zwakke plek. Ze kunnen worden “gebroken” door een grote kracht van buitenaf, en vergen veel energie van haar om ze in stand te houden.

## Trivia
- Violet was het lastigste personage om te tekenen in de film vanwege haar lange golvende haar.
- In een verwijderde scène werd getoond dat Syndrome Violet probeerde te ontvoeren toen ze nog een baby was.
- Violet's naam is waarschijnlijk afgeleid van de Engelse term "shrinking violet", wat slaat op een zeer verlegen persoon.